# 梅特蒂
梅特蒂（西班牙語：Metetí），是巴拿馬的城鎮，位於該國東部，由達連省的皮諾加納區負責管轄，面積869.5平方公里，海拔高度69米，2010年人口7,976，人口密度每平方公里9.2人。